# Oncideres mirim
Oncideres mirim là một loài bọ cánh cứng trong họ Cerambycidae.